# Bromelia pinguin
Bromelia pinguin es una especie de  planta de la familia de las bromeliáceas. Es originaria del sur de México y Centroamérica extendiéndose por toda la América tropical.

## Descripción
Con penca y hojas en rosetas, espinosas, y con vainas grandes, cubiertas de escamas color café oscuro. Las flores son de color rosado. Da un fruto comestible. Sirve también como planta ornamental y se utiliza, por sus hojas espinosas, para formar setos.
Tiene hojas que alcanzan un tamaño de 1–2 m de largo; vainas glabrescentes a densamente tomentoso-lepidotas; láminas lineares a alargado-triangulares, de 2.8–4 cm de ancho, el haz glabra a glabrescente, el envés menudamente pálido-lepidoto. Escapo bien desarrollado, hasta 60 cm de largo, brácteas foliáceas de vainas hinchadas; inflorescencia 2 (3)-pinnado compuesta, raquis hasta de 35 cm de largo, brácteas primarias como las brácteas superiores del escapo, las vainas envolviendo parcialmente a las ramas laterales en la antesis temprana, ramas de la inflorescencia 4–14 cm de largo, alargándose después de la antesis, con 5–9 (–12) flores, ascendentes, brácteas florales linear-subuladas (muy angostamente triangulares), 1.4–2 (–3) cm de largo, densamente tomentoso-lepidotas pálidas, flores con pedicelos 5–12 mm de largo; sépalos 1.5–2 (–3) cm de largo, densamente pálido-pubescentes; pétalos rosados tornándose blancos basal y marginalmente. Fruto ovoide, 1.5–1.7 cm de largo.

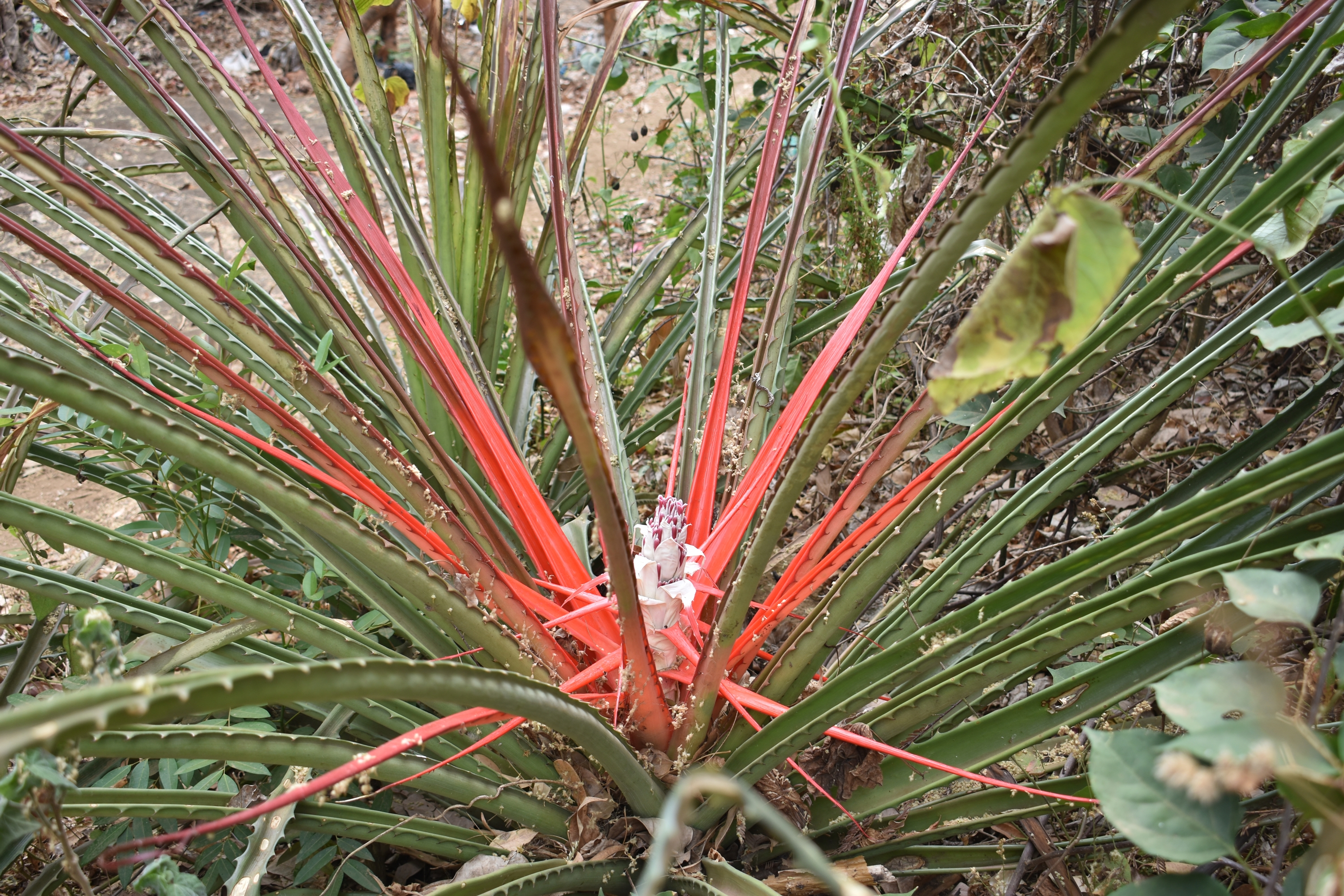
Bromelia pinguin (Piñuela) en El Crucero, Managua, Nicaragua.

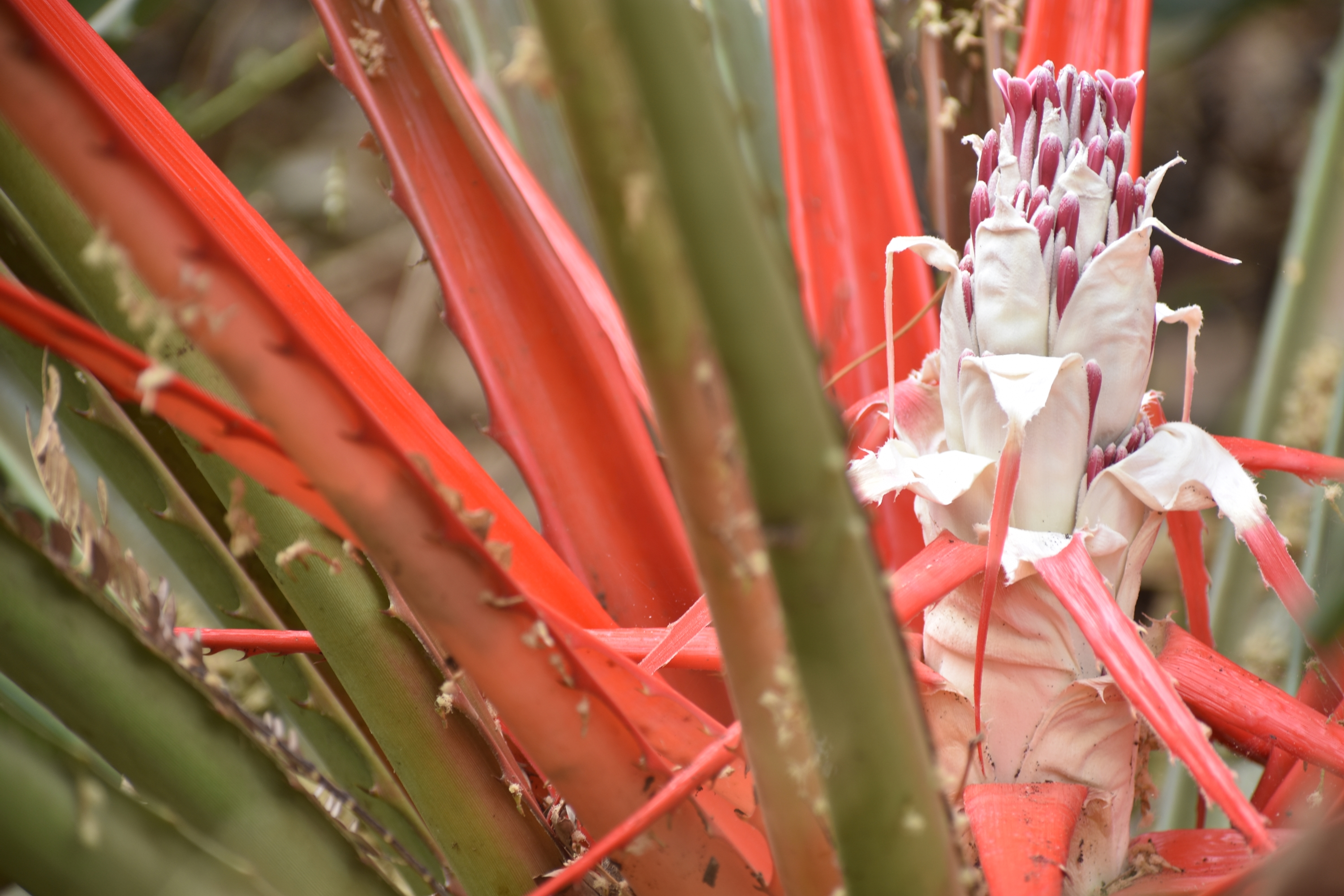
Flor de Bromelia pinguin en El Crucero, Managua, Nicaragua

## Propiedades
En el norte de Nayarit, se consume para aliviar enfermedades respiratorias.
En Yucatán se recomienda para el tratamiento de la tos ferina; con el fruto  se prepara un cocimiento junto con menta, poleo y toronjil y se toma varias veces al día.
Historia
A finales del siglo XVIII Vicente Cervantes señala: "cuando sus frutos están sazonados, se extrae la parte carnosa, de la que se saca el zumo, con el cual se hace un jarabe y se usa diluido en agua común como antiescorbútico, habiéndose aplicado con favorables efectos a los diabéticos, se asegura igualmente que quita la embriaguez".
En el municipio de Rosamorada, Nayarit, existía en abundancia, pero, debido al desmonte, los lugares donde crece la planta, se han reducido drásticamente.
Es una planta aclimatada al tropico seco, en Nicaragua se planta para cercas vivas. En el reciente pasado las hojas se utilizaban para envolver los huevos de gallinas y protegerlos en los largos viajes en caminos rurales a lomo de caballos.

## Gastronomía
Da un fruto comestible llamado caraguatá, piñuela piro o chicuipo.
En Nayarit, se hierve en agua, se agrega piloncillo y se cocina a fuego lento hasta que el piloncillo se convierte en miel. También, se puede comer cruda, pero debe estar madura, de lo contrario, puede saber un poco amarga.
En Colombia específicamente en el norte del Cauca se usa en jugos. En El Salvador se usa para realizar el atol de piñuela, uno de los atoles más típicos y cotidianos desde las épocas nahuas. Su procedimiento es muy fácil de realizar. Se cortan las piñitas del gajo, y se lavan para remover la pelusa. Posteriormente se les quita la punta con un cuchillo. Una vez limpias se ponen a hervir en agua por aproximadamente 10 minutos. Se retiran del fuego, se dejan enfriar y luego a cada una se les extrae el contenido, del cual se tiene que separar las semillas.
El siguiente paso es volver a introducir el contenido en cada una de las piñitas y en una olla con dos tazas de agua, se pone a derretir el atado de dulce junto con la canela y el clavo de olor. Luego se integran las piñas y se cocina a fuego lento para que se conserven bien. Este proceso lleva alrededor de 30 a 45 minutos.
En otro depósito se disuelve la harina de arroz con 10 tazas de agua y se cuela con una manta, cuando las piñas están bien conservadas, se agrega la preparación colada; se continua con la cocción y se incorpora la pimienta gorda, cuidando de remover para que no se pegue. Cuando este se derrita y hierva el atol, se retira del fuego.
Receta similar se acostumbra a preparar en Nicaragua la que se conoce como Motajatol.

## Taxonomía
Bromelia pinguin fue descrita por Carlos Linneo y publicado en Species Plantarum 1: 285. 1753.
Etimología
Bromelia: nombre genérico que fue otorgado en honor del botánico sueco Olof Bromelius (1639 – 1705).
pinguin: epíteto latino que significa "grueso".
Sinonimia
- Karatas pinguin (L.) Mill., Gard. Dict. ed. 8: 1 (1768).
- Ananas pinguin (L.) Gaertn., Fruct. Sem. Pl. 1: 30 (1788).
- Agallostachys pinguin (L.) Beer, Fam. Bromel.: 36 (1856).
- Bromelia fastuosa Lindl., Collect. Bot. (Barcelona): 1 (1821).
- Bromelia sepiaria Schult. & Schult.f. in J.J.Roemer & J.A.Schultes, Syst. Veg. 7(2): 1283 (1830), nom. nud.
- Agallostachys fastuosa (Lindl.) Beer, Fam. Bromel.: 36 (1856).
- Bromelia ignea Beer, Fam. Bromel.: 35 (1856).[1]
- Bromelia acarna Thunb. ex Schult. f.
- Bromelia paraguayensis hort. ex Baker
- Bromelia peguin L.[5]

## Nombre común
Su nombre proviene del tarasco o purhépecha tumbiriche, de tumbire, racimo. En México es común este nombre. 
En estado de Nayarit, principalmente en el municipio de Rosamorada, se conoce como guámara. En el estado de Sinaloa, se conoce como aguama.
En otros países, como Panamá, Costa Rica, Honduras, Guatemala, El Salvador, Paraguay, Nicaragua y Colombia, se le conoce como piró o piñuela.